# فريده الخميني
فريده مصطفوي الخميني (بالفارسية: فریده مصطفوی؛ ولدت في عام 1943) هي عالمة دين إيرانية والإبنه الصغرى لمؤسس الجمهورية الإسلامية الإيرانية روح الله الخميني.